# Peder Syv
Peder Pedersen Syv, född 22 februari 1631 i Syv vid Roskilde, död 18 februari 1702, var en dansk språkforskare och folkminnessamlare.
Syv, som var en son till en arrendebonde, blev 1653 student från Roskilde, var i några år lärare vid Vor frue skole i Köpenhamn, blev 1658 rektor i Næstved, 1664 sockenpräst i Hellested i Stevns härad, där han förblev till sin död. Som språkforskare tillhörde Syv en liten krets av danska män, som, delvis under inflytande av det tyska Fruchtbringende Gesellschaft, Martin Opitz och Georg Philipp Harsdörffer, började verka för modersmålets rätt, bland hans närmaste vänner fanns således Hans Mikkelsen Ravn och Laurids Kock.
Syvs första språkskrift är Nogle betænkninger om det cimbriske sprog (1663); dessa handlar om de germanska språkens ursprung och släktskap, om bokstäver och runor, om rättskrivning (med anledning av sina rättskrivningsförslag kom Syv i strid med Henrik Gerner), om bland annat lånord och diktkonst; som tillägg meddelas några av Syvs egna Vers om adskillige ting, däribland några av de äldsta danska sonetterna ("klingerim"), herdedikter och epigram.  År 1685 kom hans Den danske sprogkunst eller grammatica, den första danska grammatikan på modersmålet. Av hans danska ordbok trycktes endast bokstaven A (1692); men hans handskrivna samlingar användes som grund för Frederik Rostgaards utförliga ordboksarbete.
Större betydelse hade Syv med sina folkminnessamlingar. Hans samling av Almindelige danske ordsprog (1682 och 1688) är inte bara överlägsen Peder Laales, utan utgör även ryggraden i alla senare ordspråkssamlingar. Hans utgåva av Danske viser (1695 och många senare tryckningar) består av Anders Sørensen Vedels 100 visor, vartill Syv fogade 100 andra, som han själv hade samlat; bland dessa finns även visor från hans egen tid (bland annat Laurids Kocks Dannevirkevisa) och översättningar av några isländska kvad. I handskrift efterlämnade han bland annat Den danske boglade, en resonerande förteckning över danska böcker.
Under sin levnad hedrades Syv med titeln "Philologus regius linguæ Danicæ". Eftervärlden tilldelade honom det endast delvis berättigade hedersnamnet "den danska språkforskningens fader". Sin största betydelse har han genom sitt varma sinne för det danska språket och fäderneslandets minnen ("Nogle må skee meene og, at der var vel andet, i det latinske og grædske sprog, hvor på jeg heller buurde at anvende tiden. Men mig bør jo først at vide mit fæderneland og dets sprog nogen ære") på en tid, då flertalet av de lärda saknade förståelse för vilken betydelse som arbetet med modersmålet hade. Ett vittnesbörd om Syvs förmåga att hos andra väcka intresse för det som sysselsatte honom själv, är hans inflytande på Jørgen Sorterup.